# Plantage (Amsterdam)

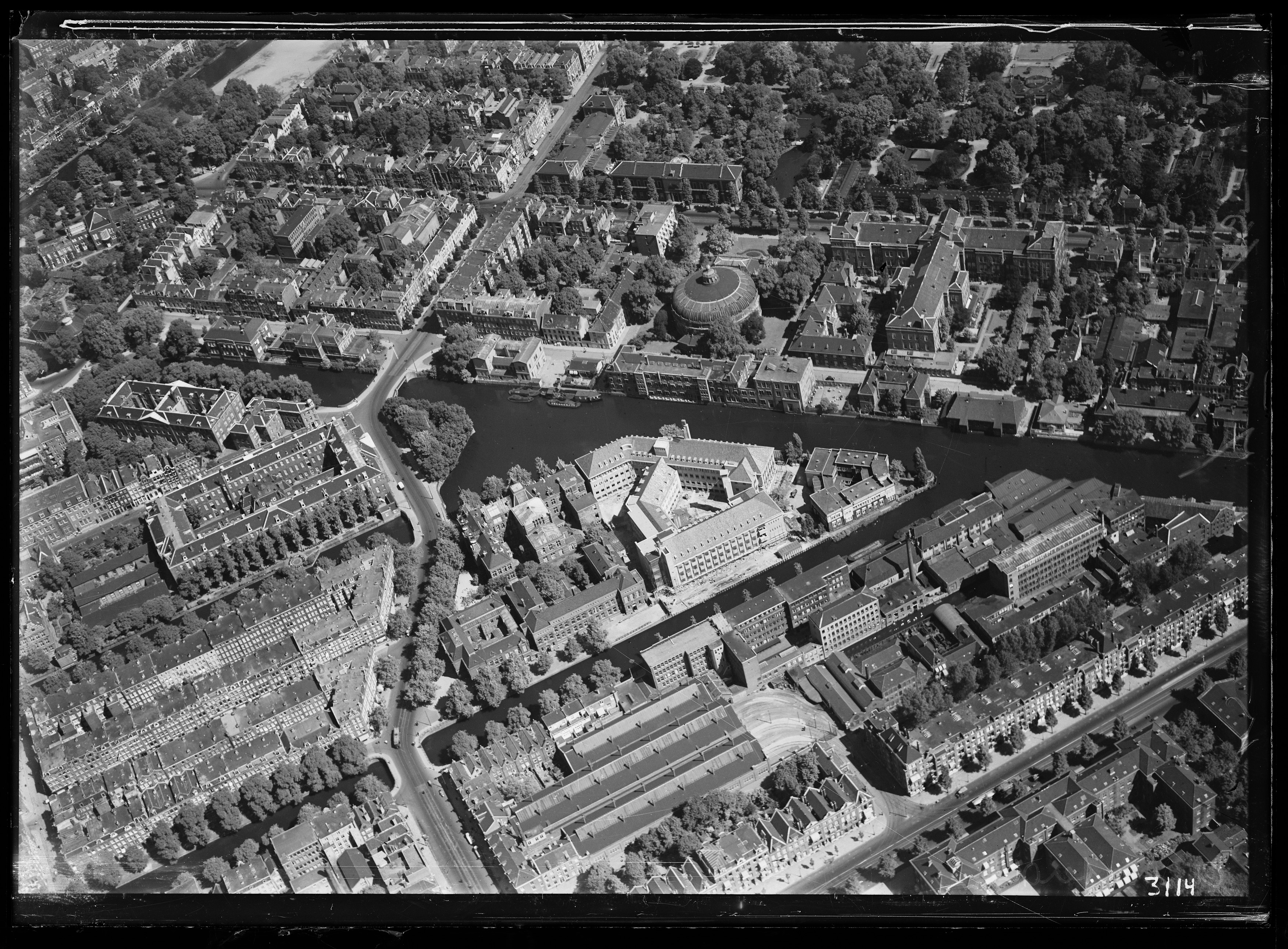
Luchtfoto van de Roetersstraat en omgeving, gezien in noordelijke richting. In het midden onder de Roetersstraat. In het midden van links naar rechts de Plantage Muidergracht. Daarachter de Plantagebuurt; circa 1930. Luchtvaartafdeeling, 1920-1940.

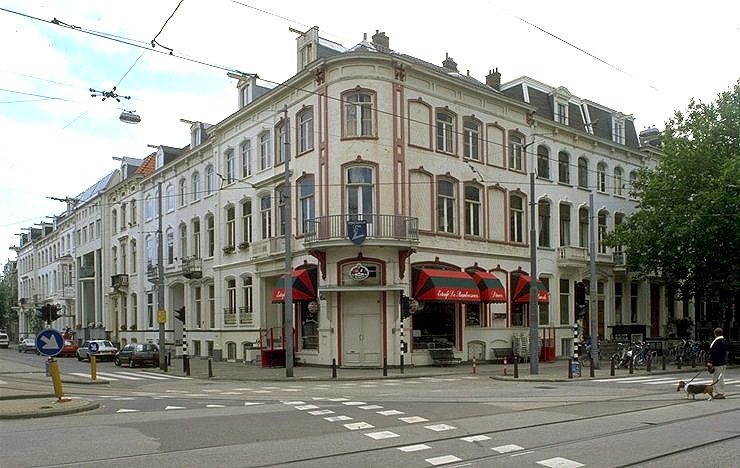
Hoek van de Plantage Middenlaan / Plantage Parklaan.

De Plantagebuurt in Amsterdam-Centrum ligt rond de dierentuin Artis en wordt door de Plantage Muidergracht gescheiden van het oostelijke deel van de Grachtengordel: de Weesperbuurt.

## Geschiedenis
Voor het gebied, dat bij de stadsuitbreiding van circa 1663 (de vierde uitleg) binnen de grote omwalling met de 26 bolwerken van Daniël Stalpaert was gebracht, bleken niet genoeg kopers. De bouw stagneerde en in dit gebied, dat men Plantagie of Plantaadje noemde, werden tuinen en lusthoven aangelegd, waar de Amsterdammers zich in het groen konden verpozen. Deze percelen werden door de stad verhuurd voor een periode van 20 jaar (met de mogelijkheid van verlenging van telkens 10 jaar). De intentie was om de percelen later alsnog te verkopen. Bebouwing was dan ook niet de bedoeling. Wel werden tijdelijke constructies getolereerd.
De Hortus Botanicus Amsterdam ligt sinds 1682 in de Plantage. Schuin tegenover de Hortus ligt het Wertheimpark, het enige park in het stadsdeel Centrum van Amsterdam.
In 1838 opende het Koninklijk Zoölogisch Genootschap "Natura Artis Magistra" (de natuur is de leermeesteres van de kunst) in de Plantage de hoofdstedelijke dierentuin Artis. Van de drie hoofdgrachten was de Prinsengracht ook ten oosten van de Plantage Muidergracht verlengd. Dit deel van de Nieuwe Prinsengracht deelde Artis lange tijd in tweeën. De drie vijvers binnen het Artis-complex herinneren nu nog aan het in 1866 gedempte deel van die gracht.
Pas na 1860 raakte het gebied meer bebouwd en werd de Plantage de enige woonwijk binnen de Singelgracht met een 19e-eeuwse bebouwing. De Plantage wordt nog steeds gekenmerkt door een groen karakter.
De belangrijkste straat is de Plantage Middenlaan. De namen van veel andere straten in de buurt beginnen ook met Plantage: Plantage Parklaan, Plantage Kerklaan, Plantage Doklaan, Plantage Badlaan, Plantage Lepellaan, Plantage Franselaan (thans Henri Polaklaan), Plantage Muidergracht, Plantage Westermanlaan (de voormalige Plantage Prinsenlaan) en de Plantagekade. De naamswijziging in Plantage Westermanlaan lijkt het gevolg van een oproep namens 'de gezamenlijke beesten van Artis' om 'een mooie groote straat' de naam te geven van Gerardus Frederik Westerman'.
Delen van de Plantage grenzen aan het hart van de oude Amsterdamse Joodse buurt.

## Theaters
De Plantage werd eind 19e eeuw een uitgaansbuurt met vermaak en theaters. In het Plantage Westermanplantsoen stond het cirkelvormige Panoramagebouw (1880-1935).
Op de plek van de huidige Studio Desmet (ooit Het Rika Hoppertheater en Filmtheater Desmet) stond het Zomertheater Frascati (uit 1879). Tussen 1892 en 1911 stond bij het Wertheimpark de Parkschouwburg. In gebouw Plancius (1876) aan de Plantage Kerklaan concerteerde Oefening Baart Kunst. Beroemd was de Artis Schouwburg (de latere Hollandsche Schouwburg) waar de toneelstukken van Herman Heijermans in première gingen.
Vanaf 18 juli 1942 is de Hollandsche Schouwburg door de Duitse bezetter gebruikt als deportatieplaats van waaruit opgepakte Joden op transport werden gesteld naar concentratie- en vernietigingskampen. Na de oorlog is het voormalige theater ingericht als monument ter nagedachtenis aan de Joodse slachtoffers. De Hollandsche Schouwburg wordt beheerd door het Joods Historisch Museum.

## Monumenten en Architectuur
- Het Wertheimpark met het Auschwitzmonument.
- De witgepleisterde herenhuizen van G.W. Breuker, aan de Henri Polaklaan, de Plantage Midden-, en Parklaan (1865).
- De Burcht van Berlage (1900), het monumentale voormalige kantoor van de Algemeene Nederlandsche Diamantbewerkersbond, Henri Polaklaan 9.
- De Hortus Botanicus Amsterdam (1682).
- De Hollandsche Schouwburg (1893).
- Het Groote Museum, met de Koningszaal en de Tijgerzaal, Artis, Plantage Middenlaan 41a-43, J. v. Maurik (ca. 1855).
- Het Bibliotheekgebouw van Artis, G.B Salm (1868).
- Huize Welgelegen, dienstwoning Artis (18e eeuw).
- Huize Weltevreden (18e eeuw).
- Het Aquariumgebouw van Artis, Plantage Middenlaan 53, A. Salm en G.B. Salm (1882).
- Het Zorgcentrum Sint Jacob, Plantage Middenlaan, 52, (1861).
- De Muiderpoort (1770).
- Het Huis met de Vazen op de hoek van de Plantage Middenlaan en Plantage Lepellaan (1874).

Moderne ontwikkelingen :
- Het Hubertushuis van Aldo van Eyck, Plantage Middenlaan 33-35 (1978).
- De nieuwbouw van het tehuis Sint Jacob.

## Musea en restaurants
- Hollandsche Schouwburg
- Hortus Botanicus Amsterdam
- Natura Artis Magistra
- Micropia
- Groote museum
- Het Verzetsmuseum
- Nationaal Holocaust Museum

Ook bevond zich rond 1900 een Ethnographisch Museum in Artis, was er tot 2010 een tentoonstellingsruimte van het Zoölogisch Museum Amsterdam in het Aquariumgebouw en was er tot 2011 een geologisch museum in Artis. Verder was er een Amsterdam Tattoo Museum in 2011 en 2012 aan de Plantage Middenlaan.

## Studio's
- Naast de hoofdingang van Dierentuin Artis aan de Plantage Kerklaan 36 bevindt zich de televisiestudio Studio Artis waar onder andere Beau, Humberto en Renze vandaan worden uitgezonden.
- Het voormalig filmtheater Desmet, Plantage Middenlaan 4, werd Studio Desmet waar tv- en radioprogramma's Media Inside en Eilandpraat worden gemaakt en uitgezonden.

## Tram
In de 19e eeuw namen enkele Amsterdamse notabelen uit de Plantage, waaronder de uitgever K.H. Schadd, het initiatief tot de oprichting van de Amsterdamsche Omnibus Maatschappij, die in 1875 de eerste paardentramlijn opende van de Plantage naar het Leidseplein. Vanaf 1883 reed de paardentram (lijn Dam – Linnaeusstraat) door de Plantage Middenlaan. Deze werd in 1903 vervangen door de elektrische tram met de instelling van lijn 9. Lijn 14 reed hier tussen 1915 en 1942 en keerde in 1982 terug.
Ook tramlijn 6, 7, 9, 10, 11, 15, 20, 21 en 26 hebben door de Plantage gereden.
Tegenwoordig rijdt door de Plantage Middenlaan tramlijn 14. De keerlus Plantage Kerklaan, Plantage Doklaan en Plantage Parklaan bestaat nog en kan bij omleidingen door andere tramlijnen worden gebruikt.